# 勝津正男
勝津 正男（かつ まさお、1952年12月26日 - ）は、フリーアナウンサー、元KRY山口放送所属のアナウンサー、KRYではアナウンス部長やラジオ局長を歴任したが、2011年3月31日をもって退職した。

## 来歴・人物
山口県下関市出身。1960年代後半の深夜放送ブームの頃に中学生、高校生時代を過ごしたということで、全国あちこちの番組にはがきを送ったりリクエストの電話をかけたりしていたラジオ少年だったという。
大阪経済大学経営学部を卒業後、1975年から2011年3月31日までアナウンサーとして山口放送に在籍。現在はフリー。

## 過去の主な担当番組
テレビ
- ズームイン!!朝!（KRYリポーター・1979年～1988年）
- KRYですこんにちは勝津正男のナマナマ55分（土曜昼・1981年～1993年）
- KRYテレビ夕刊（キャスター）
- 情報一番!カツ躍ワイド（平日夕方・1995年4月～1999年3月）
- 秋吉台ウルトラクイズ　（1986年第1回～1991年第6回・1995年復活2年目）
- スポーツ中継（高校野球中継他）

ラジオ
- あんたのんたの昼からワイド
- とれたて生出荷!勝津正男の情報畑 (1993年10月～1995年3月)
- 勝津正男の情報畑～勇気栽培 (1999年4月～2002年3月)
- ほっとゾーンおはようKRY (2002年4月～2011年3月)
- 演歌パラダイス→もっとパラダイス（土曜12:00～）その他

## 退社後の出演番組
- 土曜の目覚めはどき生てれび（山口朝日放送）コメンテーターとして、毎月第1第4土曜日に出演。

## エピソード
- 大洋ホエールズ時代からの横浜DeNAベイスターズファンである。
- 1998年には『情報一番!カツ躍ワイド』でベイスターズのセ・リーグ優勝カウントダウンネタをとりあげたことがある。
- 『ズームイン!!朝!』のプロ野球イレコミ情報でも、（当時の）横浜大洋ホエールズの応援リポーターとして登場したこともある。
- KRYのアナウンサーであった井上雪彦は男性では勝津のすぐ上の先輩にあたる。2006年8月12日に井上が急死したことを受け、追悼特番として放送された『熱血テレビ』（8月14日放送分）[3]、『Swing Saturday ねぎって行こう!』（8月19日放送分）に進行役として出演。井上は明るいことが大好きだったとして、「なるべく笑いながら送ろう」という方針で番組を進めた。
- ほっとゾーンおはようKRYの降板を2011年3月28日の番組エンディング前に発表し、その際に山口放送を退社すると自ら発表した。
- 山口大学国際総合科学部教授の菊屋吉生は実弟。